# Neues Schloss Tylsen

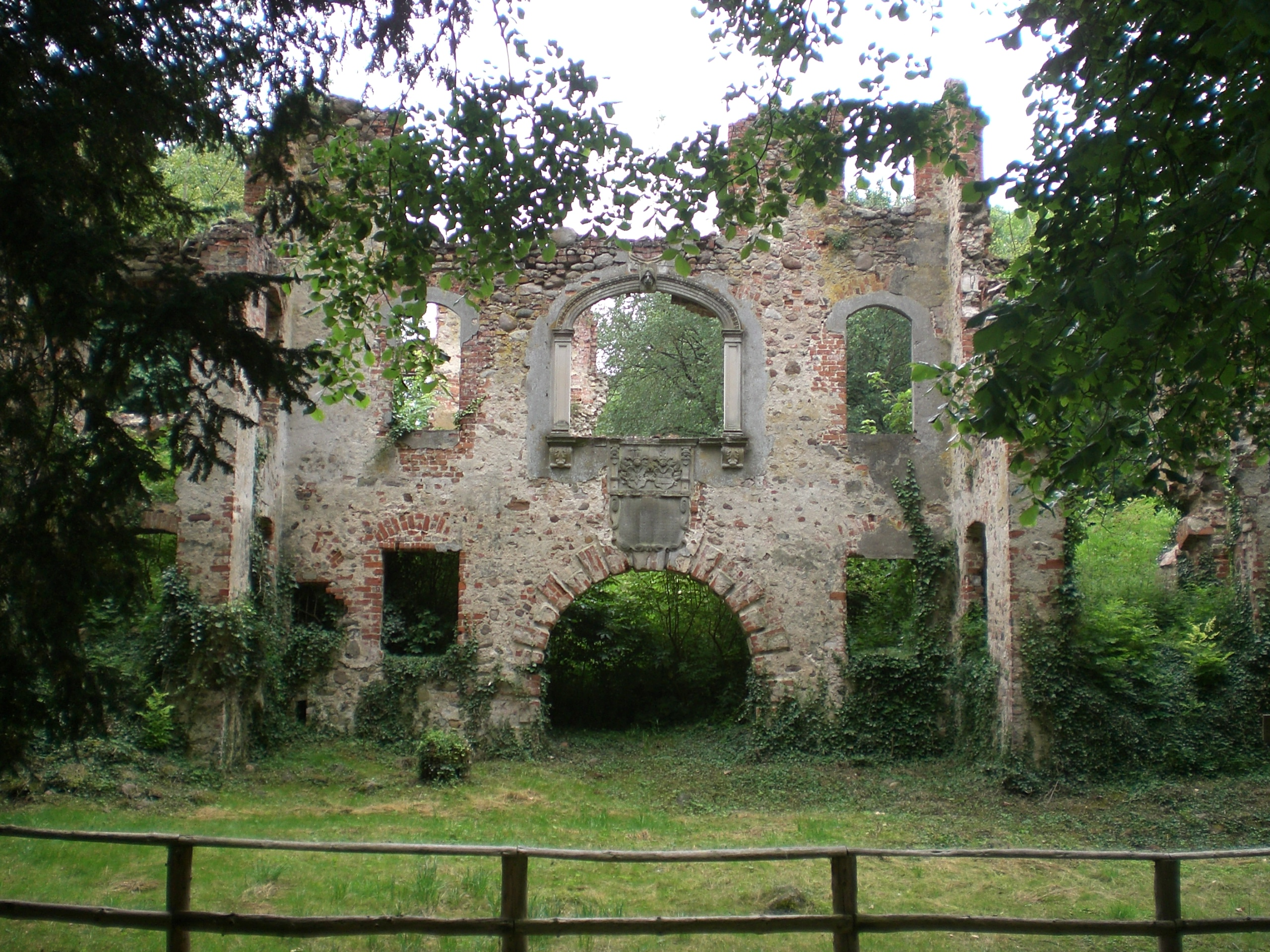
Ruine des Neuen Schlosses

Das Neue Schloss Tylsen ist ein Schloss im Salzwedeler Ortsteil Tylsen in der nordwestlichen Altmark, das nur noch als Ruine erhalten ist.

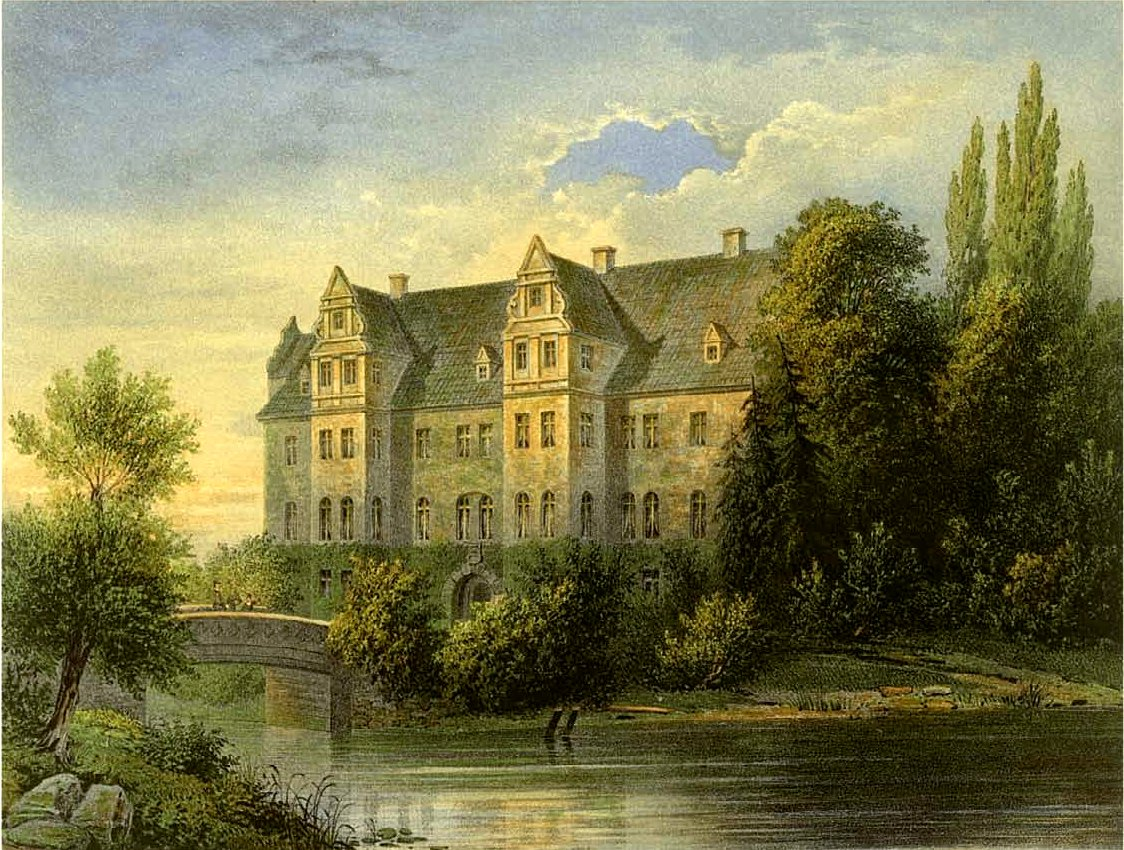
Zeichnung aus der Sammlung Duncker

Es wurde 1620/21 nahe der damaligen, noch – in schlechtem Zustand – erhaltenen kleinen Burg von Thomas II. von dem Knesebeck als sogenanntes Neues Schloss im Renaissance-Stil errichtet. In der Mitte des dreistöckigen Schlosses mit Renaissancegiebeln lag die Einfahrt in den Innenhof, darüber das Doppelwappen Knesebeck-Alvensleben. Im Schloss hingen zahlreiche gute Bilder, darunter Holztafel-Bilder der Renaissance und Ahnenbilder des 16. bis 18. Jahrhunderts, darunter Porträts von Pesne. Die Bibliothek aus der Zeit vor dem Dreißigjährigen Krieg war im Alten Schloss untergebracht. 1853 bis 1856 wurde das Neue Schloss erweitert. Nachdem es selbst den Zweiten Weltkrieg unbeschadet überstanden hatte, wurde es in der Zeit der Bodenreform 1948/49 auf der Grundlage des SMAD-Befehls Nr. 209 zerstört, beginnend mit der Entfernung der Dachziegel, die für Neubauten im damaligen Tylsener Ortsteil Niephagen verwendet wurden. 2015 wurde eine Sanierung der einsturzgefährdeten Ruine beschlossen.
Das Neue Schloss Tylsen galt als eines der prachtvollsten Schlösser in der Altmark.

## Weblinks

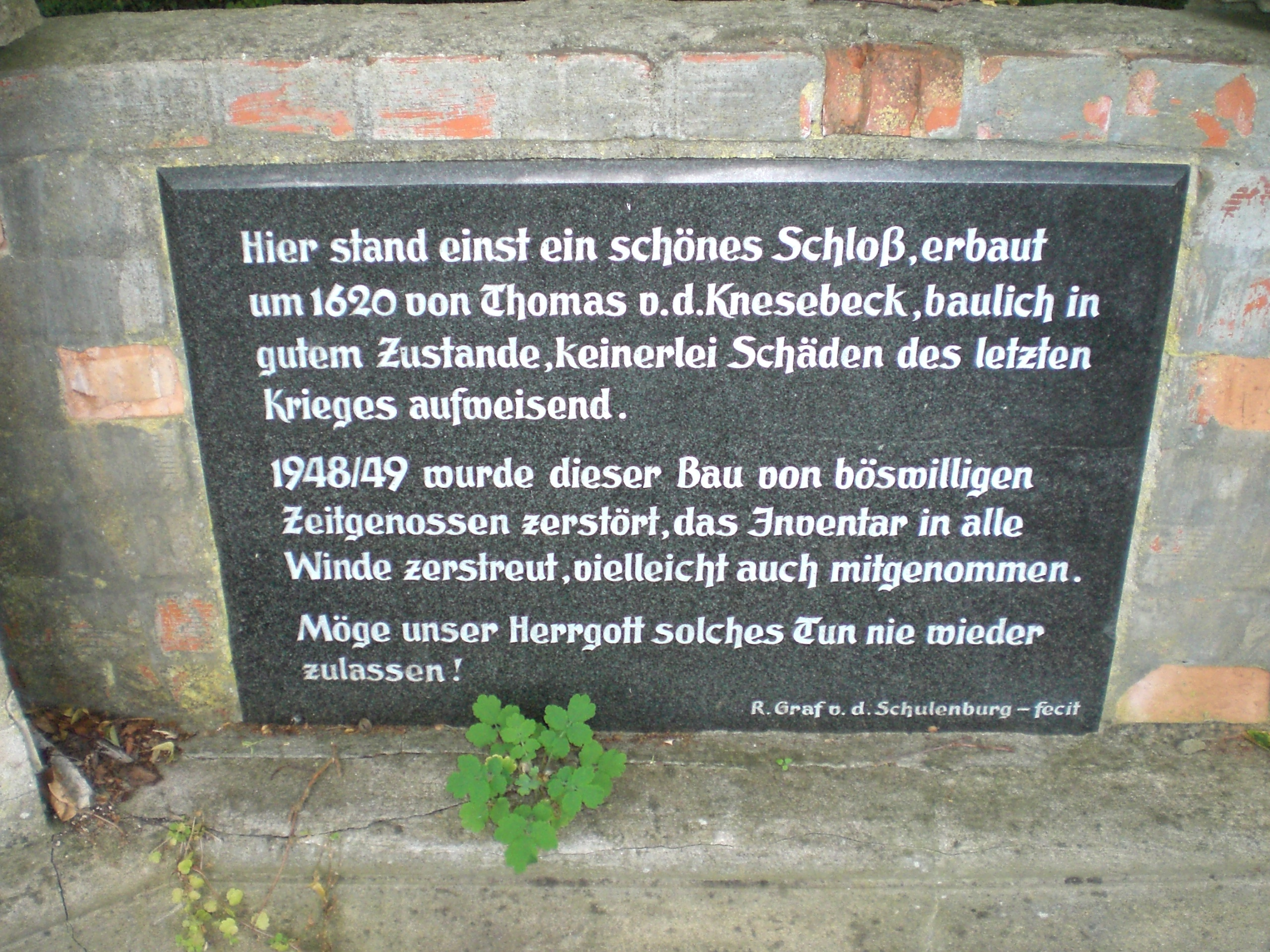
Gedenktafel am Neuen Schloss